# Ian P. Griffin
Pour les articles homonymes, voir Griffin.
Ian P. Griffin est un astronome et un vulgarisateur scientifique britannique.  Ancien CEO de Science Oxford (en) et dirigeant du programme de sensibilisation du public du Space Telescope Science Institute de la NASA, il est directeur du Musée Otago (en) de Dunedin, en Nouvelle-Zélande. 
Au cours de sa carrière, Griffin fait la découverte de plusieurs astéroïdes à l'aide de programmes de recherche utilisant de petits télescopes. Il a nommé quelques astéroïdes de la ceinture principale tels (10924) Mariagriffin, (23990) Springsteen et (33179) Arsènewenger. Alors qu'il travaille au Space Telescope Science Institute, Griffin contribue significativement à l'observation et l'étude du système astéroïdal 1998 WW31.

## Carrière
Griffin commence sa carrière au University College de Londres (UCL), où il décide d'effectuer une carrière en astronomie et en vulgarisation scientifique. De 1990 à 1995, il est directeur du planétarium Armagh (en). Par la suite, il travaille à l'Astronaut Memorial Planetarium and Observatory (en) du Brevard Community College (en) de Cocoa (Floride), puis à l'observatoire Auckland (en) de Nouvelle-Zélande. Plus tard, il accepte de diriger le programme de sensibilisation du public du Space Telescope Science Institute.
De 2004 à 2007, Griffin dirige le Musée des Sciences et de l'Industrie de Manchester.

## Découvertes
| (10924) Mariagriffin   | 29 janvier 1998   |
| (11678) Brevard        | 25 février 1998   |
| (13376) Dunphy         | 15 novembre 1998  |
| (14179) Skinner        | 15 novembre 1998  |
| (17020) Hopemeraengus  | 24 février 1999   |
| (23988) Maungakiekie   | 2 septembre 1999  |
| (23990) Springsteen    | 4 septembre 1999  |
| (25273) Barrycarole    | 15 novembre 1998  |
| (27120) Isabelhawkins  | 28 novembre 1998  |
| (31239) Michaeljames   | 21 février 1998   |
| (31268) Welty          | 16 mars 1998      |
| (33179) Arsènewenger   | 29 mars 1998      |
| (44527) 1998 YC6       | 22 décembre 1998  |
| (49291) 1998 VJ        | 8 novembre 1998   |
| (53109) 1999 AD5       | 12 janvier 1999   |
| (66856) Stephenvoss    | 13 novembre 1999  |
| (85773) Gutbezahl      | 25 octobre 1998   |
| (101461) Dunedin       | 25 novembre 1998  |
| (101462) 1998 WW7      | 25 novembre 1998  |
| (101491) Grahamcrombie | 1er décembre 1998 |
| (108736) 2001 OG32     | 24 juillet 2001   |
| (134483) 1998 WK2      | 19 novembre 1998  |
| (135045) 2001 OF32     | 24 juillet 2001   |
| (155487) 1998 WP8      | 27 novembre 1998  |
| (192609) 1999 GY3      | 12 avril 1999     |